# Sleep (Unix)
Pour les articles homonymes, voir sleep.
sleep est une commande Unix qui est une enveloppe (wrapper en anglais) de l'appel système sleep(sec) 
qui suspend l'exécution du processus pendant un intervalle de temps passé en paramètre.

## Usage
```
sleep 
nombre
[suffixe]...
ou:
sleep option
```

Où nombre est un nombre en virgule flottante requis, et suffixe est un suffixe optionnel indiquant l'unité de nombre (par défaut: en secondes).

### Suffixe
```
s
 (secondes)

m
 (minutes)

h
 (heures)

d
 (jours)
```

### Options
```
--help
     affiche l'aide et termine

--version
  affiche des informations de version et termine
```

## Exemples
- Exécution d'un script shell après deux secondes d'attente:

```
sleep 2 && sh script.sh ;
```

- Affichage d'un message après 5 secondes:

```
sleep 5 ; echo "Fin du sleep!!"
```

- Fermeture du poste après 3 heures ;

```
sleep 3h ; shutdown -p now ;
```

sleep ne prend qu'un argument; une notation du type sleep 5h30m n'est pas permise, mais sleep 5.5h l'est. La version de sleep présente dans les distributions Linux autorise cependant de passer plusieurs arguments, sleep 5h 30m (notez l'espace) y est permis.